# José María Sánchez-Ventura
José María Sánchez-Ventura y Gastón (Zaragoza, 22 de marzo de 1890-Zaragoza, 21 de septiembre de 1961) fue un abogado, periodista y político español, miembro destacado del catolicismo social zaragozano.

## Biografía
Hijo de María Ventura y Mariano Sánchez Gastón, y hermano de Rafael Sánchez Ventura. Estudió en Zaragoza la carrera de abogado y se doctoró en Derecho en Madrid. Contrajo matrimonio con Juana Pascual de Val con la que tuvo seis hijos. Como abogado, se dedicó preferentemente a los asuntos de índole mercantil.  Entre los años 1922 y 1931 dirige el periódico zaragozano de corte conservador El Noticiero. Falleció en Zaragoza el 21 de septiembre de 1961.

## Actividad política
Fue concejal del Ayuntamiento de notables (1920-1921) y diputado a Cortes por la CEDA en 1936.  Fue nombrado alcalde de Zaragoza el 29 de noviembre de 1946, cargo que ocupó hasta 4 de febrero de 1949. Fue asimismo gobernador civil de la provincia de Teruel. Su labor política fue premiada con la Gran Cruz del Mérito Civil.
Desarrolló además cargos de otra índole como presidente del Consejo Provincial del Instituto Nacional de Previsión o consejero de la Caja de Ahorros de Zaragoza, Aragón y Rioja.

## Militante católico
Presidente de los Caballeros del Pilar y veterano constante de la Adoración Nocturna. Fue también cofundador de la Hospedería del Pilar.

## Obra escrita
En 1921, siendo concejal del ayuntamiento, trató en un libro El problema de la vivienda barata.